# Slatina (district de Znojmo)
Pour les articles homonymes, voir Slatina.
Slatina (en allemand : Latein) est une commune du district de Znojmo, dans la région de Moravie-du-Sud, en République tchèque. Sa population s'élevait à 239 habitants en 2020.

## Géographie
Slatina se trouve à 5 km au nord-est de Jevišovice, à 19 km au nord de Znojmo, à 48 km à l'ouest-sud-ouest de Brno et à 164 km au sud-est de Prague.
La commune est limitée par Biskupice-Pulkov au nord, par Újezd au nord-est et à l'est, par Běhařovice et Černín au sud, et par Střelice et Rozkoš à l'ouest.

## Histoire
La première mention écrite de la localité date de 1287.